# 1113

## أحداث
- تأسيس مدينة بريفيدزا وتقع حاليا في سلوفاكيا.
- بيار أبيلار يفتتح مدرسته في باريس

## مواليد
- إسحاق كومنينوس (ابن يوحنا الثاني)
- جيفري الخامس كونت أنجو
- هنري الرابع، كونت لوكسمبورغ

## وفيات
- رضوان بن تتش - من أمراء السلاجقة على مدينة حلب.
- سفياتوبولك ازياسلافيتش